# Plerogyra cauliformis
Plerogyra cauliformis är en korallart som beskrevs av Ditlev 2003. Plerogyra cauliformis ingår i släktet Plerogyra och familjen Euphyllidae. IUCN kategoriserar arten globalt som otillräckligt studerad. Inga underarter finns listade i Catalogue of Life.